# Gare de Lhassa
La gare de Lhassa (tibétain : ལྷ་སའི་འབབ་ཚུགས་, Wylie : lha sa'i 'bab tshug ; chinois : 拉萨站 ; pinyin : Lāsà zhàn) est une gare ferroviaire chinoise située au sud-ouest du centre-ville de Lhassa dans la région autonome du Tibet.

## Situation ferroviaire

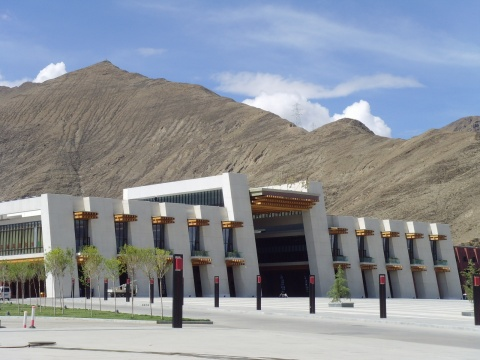
Gare de Lhassa

Distante de 1788 kilomètres de la gare de Xining, elle constitue la gare la plus grande de la ligne Qinghai-Tibet, dont elle est le terminus. 
Elle se dresse dans le district de Liuqu (Liuwu) dans le xian de Tohlung Dechen (Doilungdêqên), à cinq kilomètres au sud-ouest du palais du Potala, sur la berge sud de la rivière Lhassa, à une altitude de 3 641 mètres.

## Histoire
La gare a été terminée en juin 2006 et mise en service le 1er juillet 2006, en même temps que la ligne Qinghai-Tibet conçue et réalisée par la société China Architecture Design and Research Group.

## Architecture
Le bâtiment principal est à deux niveaux plus un niveau souterrain. Monumental, il mesure 340 mètres de long sur 60 mètres de large, et couvre une superficie de 23,600 m2. Son architecture marie des caractéristiques modernes et des éléments traditionnels, notamment les couleurs blanc et rouge tibétaines. Le hall central au rez-de-chaussée avec ses huit piliers géants et sa couleur rouge dominante, n’est pas sans évoquer un palais tibétain de jadis.
La place devant la gare s’étend sur plus de 60 000 m2.

## Aménagement intérieur
Au rez-de-chaussée se trouvent le hall d'entrée et le hall de sortie, le guichet, la salle des bagages, des salles d’attente ordinaires ou à sièges moelleux, ou encore pour VIP de type classique ou de style tibétain. L’une des salles d’attente à sièges moelleux est dotée d’un escalier roulant et d’une infirmerie. L'étage est occupé par des commerces, des restaurants et des bureaux.
Le sous-sol est réservé aux machines et à la défense civile.
Les bâtiments utilisent, autant que possible, l’énergie solaire comme source d’énergie afin de protéger l’environnement.

## Quais et voies
La gare comporte sept quais et dix voies (dont huit vouées aux transports des voyageurs et deux au fret), les quais et les voies étant abritées des intempéries par un vaste toit.

## Service des voyageurs
Afin d'éviter aux voyageurs l’anoxie due au manque d'oxygène, la gare abrite une salle d’oxygénation pour quarante personnes au deuxième niveau. Pour que les voyageurs ne se fatiguent pas, les distances à parcourir pour gagner les trains ont été diminuées par un ensemble d’ascenseurs.
Cinq trains de voyageurs arrivent chaque jour à la gare. Un tableau d'affichage lumineux indique, en chinois et en tibétain, les quatre prochains trains. Les horaires et le numéro des trains sont en caractères alphanumériques latins.

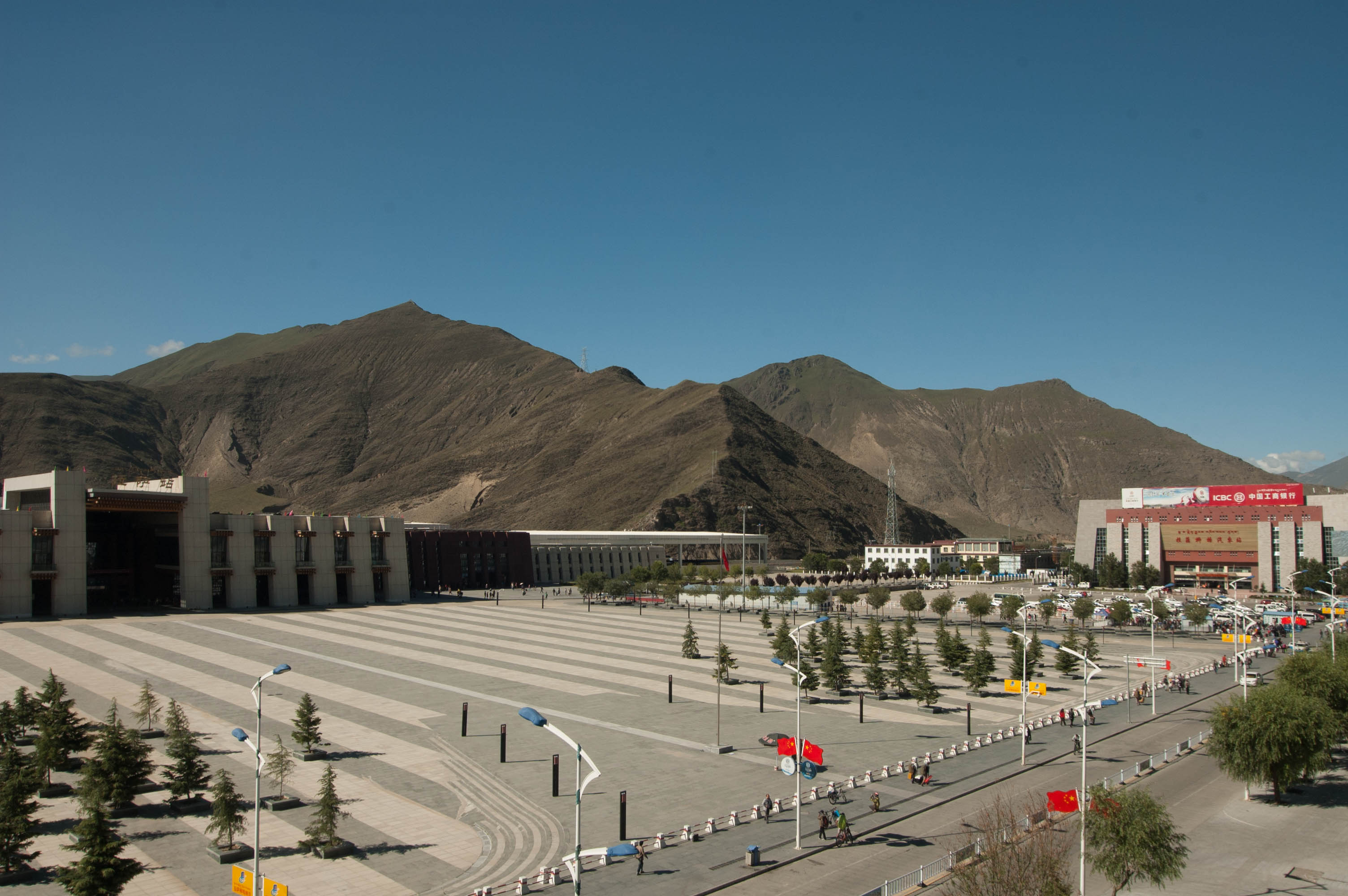
La gare et son esplanade
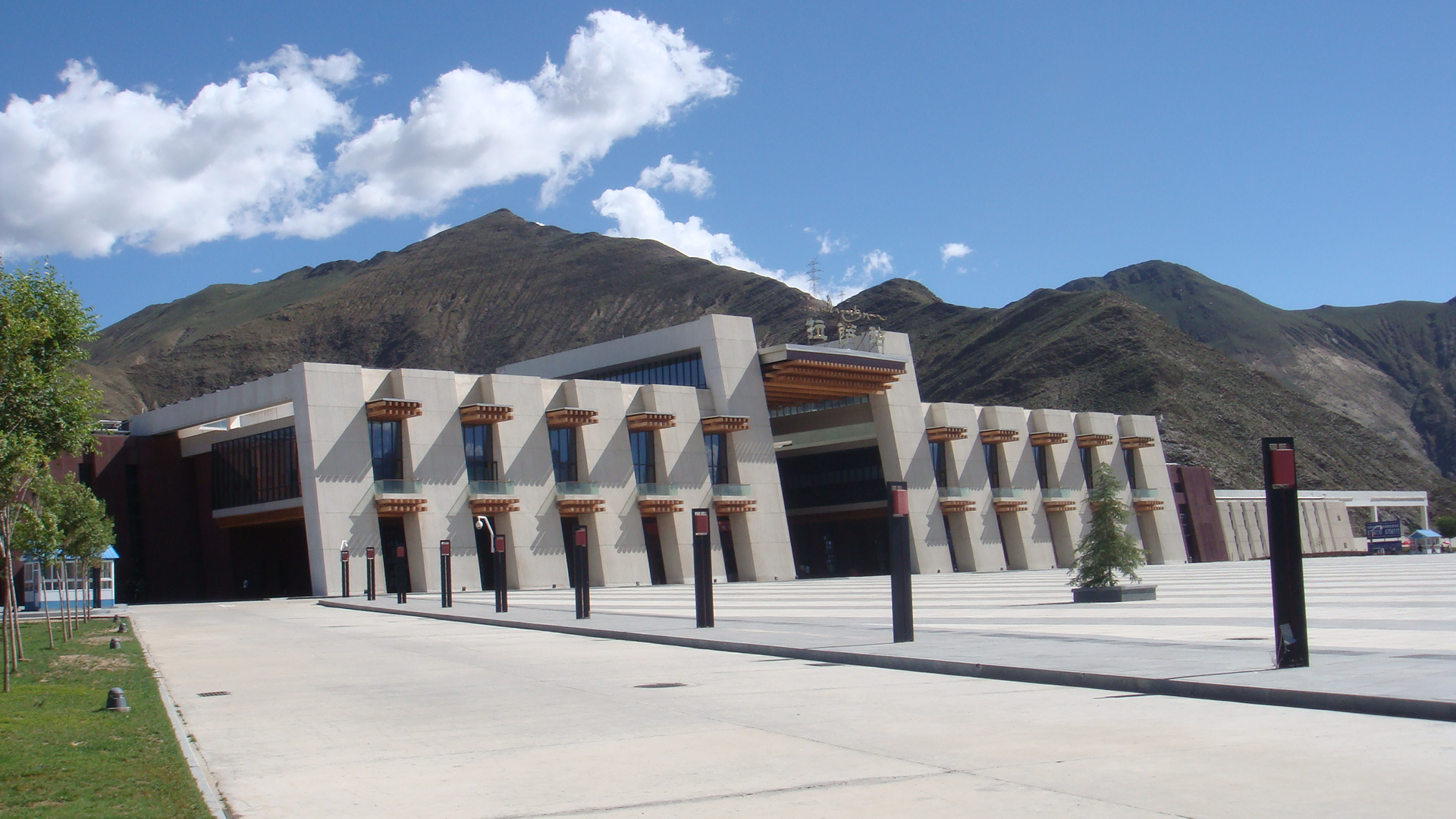
Le bâtiment central (blanc) avec inscription en tibétain et chinois
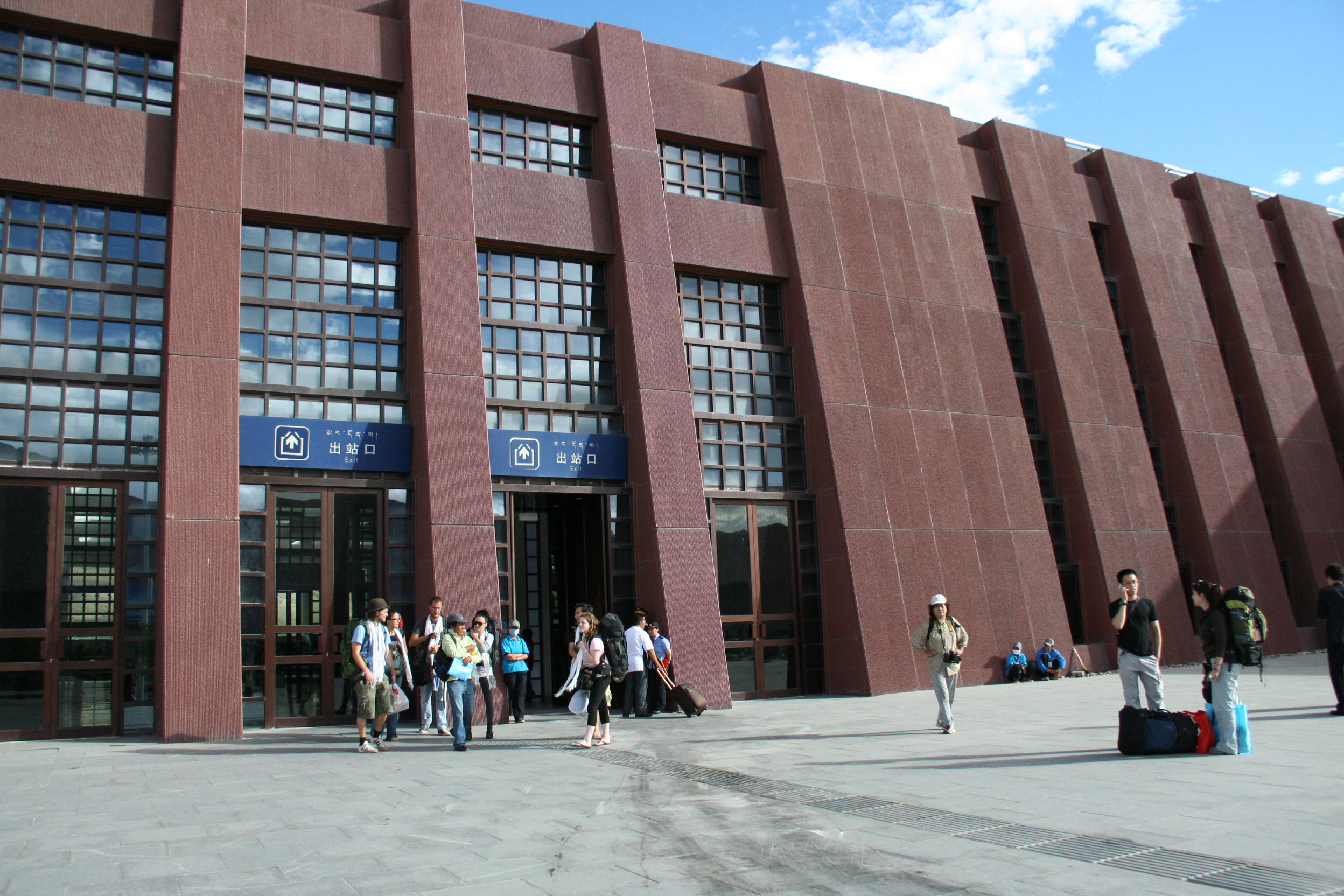
Bâtiment latéral (rouge)
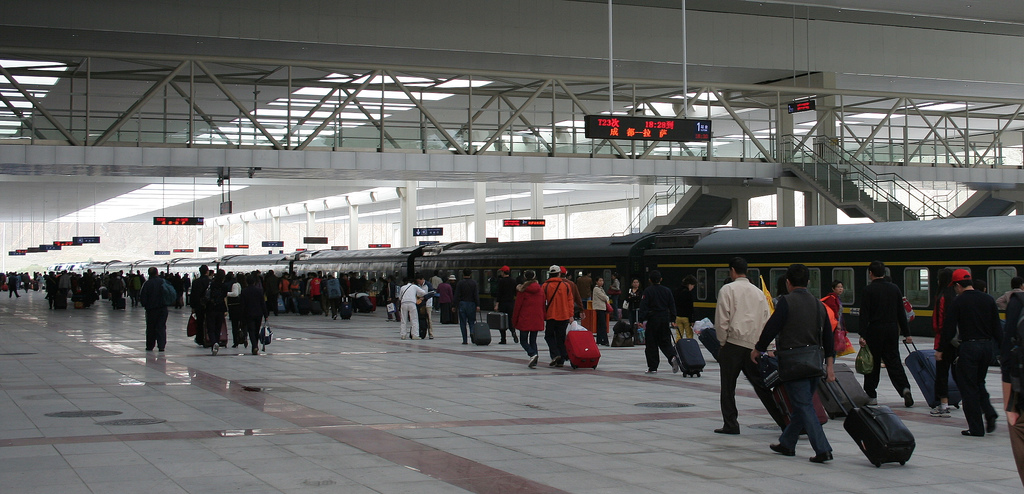
Quai, voie et train
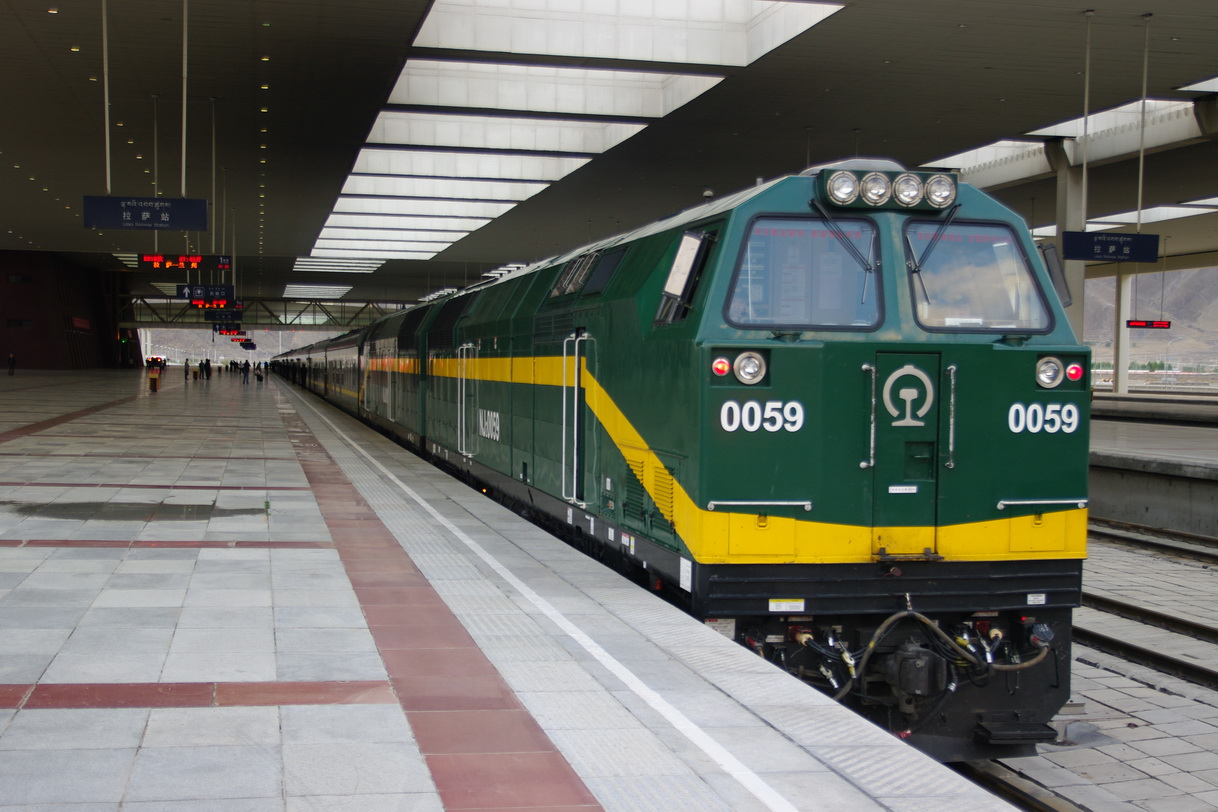
Train à quai
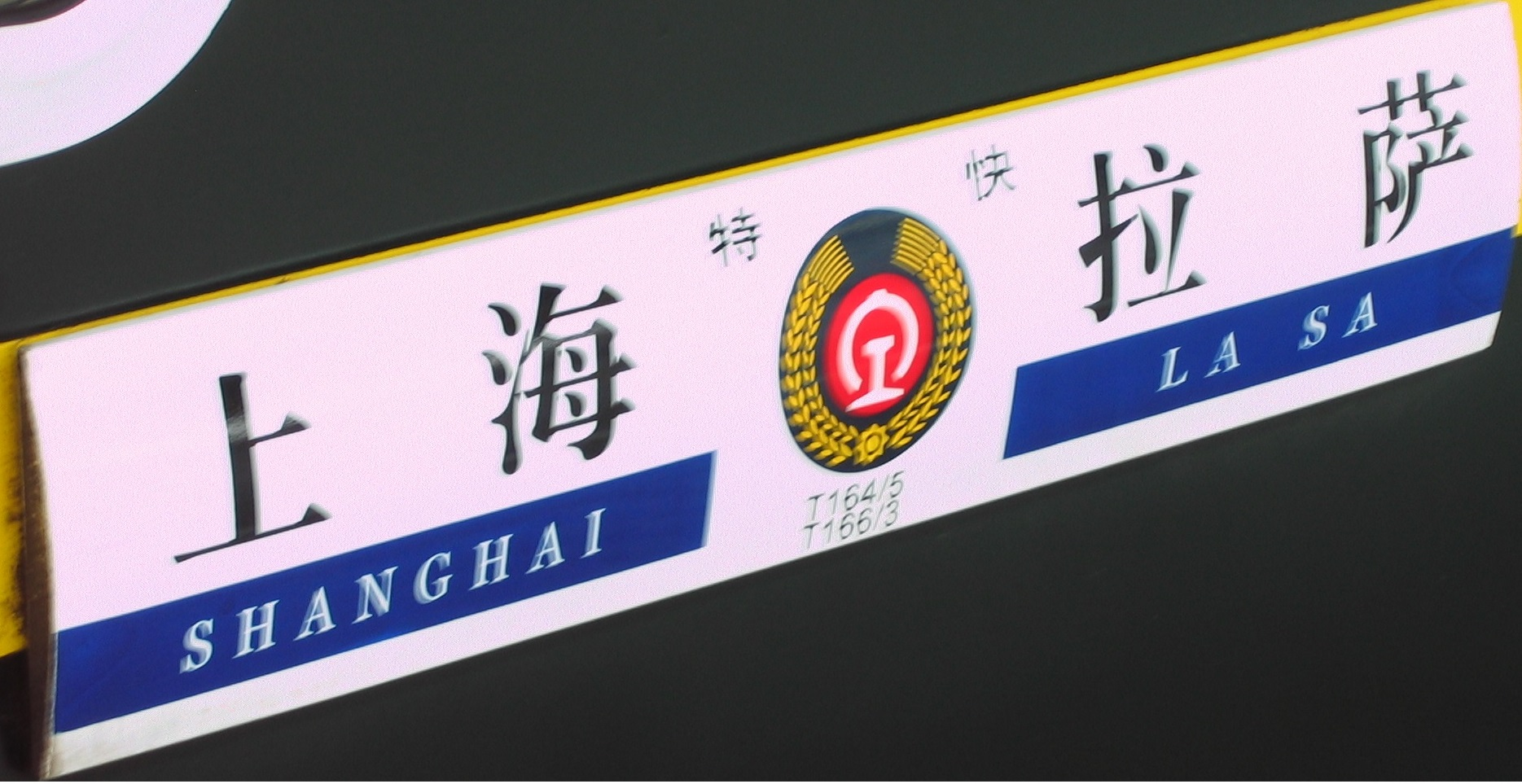
Train Lhassa-Shanghai avec inscription en chinois et anglais